# Prepeleac
Prepeleacul sau copacul cu oale se regăsește și astăzi în unele sate din România. Oalele familiei, de diferite culori și din diferite materiale, sunt puse pe ramurile unui copac sau par (stâlp) din lemn. Scopul principal este acela de a le usca, dar și de a le expune la soare pentru a le feri de mucegaiuri și bacterii.
Obiceiul poate fi observat și astăzi în satele maramureșene și, conform tradiției, cu cât numărul vaselor este mai mare, cu atât familia este mai înstărită. Tot în zona Maramureșului, conform tradiției, dacă în vârful copacului este o oală de culoare roșie, atunci înseamnă că familia respectivă are o fată de măritat.
În zona Horezului, în acest pom uscat, prepeleacul, se puneau vase de lut. Acestea erau schimbate odată cu începerea postului sau chiar sparte și distruse, iar prepeleacul pe care erau ținute era și el schimbat și înnoit.